# Перигуна
Перигуна (др.-греч. Περιγούνη) — персонаж древнегреческой мифологии. 
Дочь Синиса, убитого Тесеем. Была очень красива, огромного роста. Тесей преследовал её, и она спряталась в зарослях стебы и дикой спаржи. Согласно Овидию, дочь Синиса превратилась в птицу.
По аргивской версии и согласно Плутарху, она родила от Тесея сына Меланиппа, а затем вышла замуж за эхалийца Деионея, сына Еврита.